# Highland Village
Highland Village és una ciutat del Comtat de Denton a l'estat de Texas. Segons el cens del 2000 tenia 12.173 habitants.

## Demografia
Segons el cens del 2000, Highland Village tenia 12.173 habitants, 3.874 habitatges, i 3.552 famílies. La densitat de població era de 851,5 habitants per km².
Dels 3.874 habitatges en un 53,3% hi vivien nens de menys de 18 anys, en un 85,3% hi vivien parelles casades, en un 4,5% dones solteres, i en un 8,3% no eren unitats familiars. En el 6,6% dels habitatges hi vivien persones soles l'1,5% de les quals corresponia a persones de 65 anys o més que vivien soles. El nombre mitjà de persones vivint en cada habitatge era de 3,14 i el nombre mitjà de persones que vivien en cada família era de 3,29.
Per edats la població es repartia de la següent manera: un 32,9% tenia menys de 18 anys, un 5,1% entre 18 i 24, un 29,9% entre 25 i 44, un 28,2% de 45 a 60 i un 4% 65 anys o més.
L'edat mediana era de 38 anys. Per cada 100 dones de 18 o més anys hi havia 97,8 homes.
La renda mediana per habitatge era de 102.141 $ i la renda mediana per família de 105.109 $. Els homes tenien una renda mediana de 79.626 $ mentre que les dones 41.102 $. La renda per capita de la població era de 40.613 $. Aproximadament el 0,1% de les famílies i el 0,4% de la població estaven per davall del llindar de pobresa.

## Poblacions properes
El següent diagrama mostra les poblacions més properes.